# Valença Airport
Valença Airport (franska: Aéroport de Valença, portugisiska: Aeroporto de Valença) är en flygplats i Brasilien.   Den ligger i kommunen Valença och delstaten Bahia, i den östra delen av landet, 1 000 km öster om huvudstaden Brasília. Valença Airport ligger 6 meter över havet.
Terrängen runt Valença Airport är platt. Havet är nära Valença Airport åt sydost. Närmaste större samhälle är Valença, 12,0 km sydväst om Valença Airport.